# 汪一光
汪一光（1965年3月—），安徽桐城人，中共党员。中华人民共和国政治人物，中共十九大、二十大代表。

## 生平
1984年毕业于徽州师范专科学校（现黄山学院）数学专业。1996年至2002年，先后任安徽省安庆市交通局副局长、局长。2002年，任安庆市岳西县委书记。2003年，任岳西县人大常委会主任。2006年，任中共亳州市委常委、谯城区委书记。2009年，任亳州市人民政府常务副市长。2013年，任亳州市委副书记。2014年9月，任亳州市人民政府代市长。2015年1月，任亳州市人民政府市长。2016年4月，任中共亳州市委书记。2016年7月，任亳州市人大常委会主任。2017年1月，不再担任亳州市人大常委会主任职务。2021年7月，改任中共安徽省委组织部副部长。同年11月，当选为中共安徽省委常委，同时兼任省委秘书长。2022年7月，调任中共湖南省委常委、组织部部长。
2025年1月，任湖南省政协副主席。